# Subulura subulata
Espèce
Synonymes
- Ascaris subulata Rudolphi, 1819 (protonyme)

Subulura caprimulgina est une espèce de nématodes de la famille des Subuluridae, parasitant les engoulevents.